# أليكسي ماركوف
أليكسي ماركوف (الروسية: Марков, Алексей Михайлович) مواليد 26 مايو 1979 في موسكو، هو دراج روسي سابق. سبق أن شارك في دورة الألعاب الأولمبية الصيفية وفاز بميدالية أولمبية.

## الميداليات
| الميدالية | المسابقة                       |
| --------- | ------------------------------ |
| فضية      | الألعاب الأولمبية الصيفية 1996 |
| برونزية   | الألعاب الأولمبية الصيفية 2000 |
| برونزية   | الألعاب الأولمبية الصيفية 2008 |

## روابط خارجية
- أليكسي ماركوف على موقع الاتحاد الدولي للدراجات (الإنجليزية)
- أليكسي ماركوف على موقع أرشيف الدراجات (الإنجليزية)
- أليكسي ماركوف على موقع إحصائيات الدراجات الإحترافية (الإنجليزية)
- أليكسي ماركوف على موقع نسبة الدراجات (الإنجليزية)
- أليكسي ماركوف على موقع CycleBase (الإنجليزية)
- أليكسي ماركوف على موقع أوليمبيديا (الإنجليزية)
- profile